# Harrträsk
Harrträsk is een plaatsaanduiding binnen de Zweedse gemeente Gällivare. De plaatsaanduiding wordt gevormd door een rangeergelegenheid (code Hrt) aan de Ertsspoorlijn; dit terrein is bereikbaar via een eigen weg.